# Пол Вайтгаус
Пол Вайтхаус (англ. Paul Whitehouse) — британський актор, кінорежисер, сценарист, кінопродюсер і співак.

## Біографія
Народився 17 травня 1958 р. (58 років), Ронта, Рондда, Уельс, Велика Британія